# Senefelderopsis
Senefelderopsis é um género botânico pertencente à família Euphorbiaceae.

## Espécies
- Senefelderopsis croizatii

## Nome e referências
Senefelderopsis Steyerm.